# Sobibór
Sobibór je vesnice v Polsku, náleží k obci Włodawa (okres Włodawa) ve vojvodství Lublin.
V blízkosti této vesnice ležící na hranici s Ukrajinou na břehu řeky Bug se během druhé světové války nacházel vyhlazovací tábor Sobibór.